# Boros Miklós (diplomata)
Boros Miklós (Miskolc, 1960. október 22. –) magyar közgazdász, diplomata, nagykövet.

## Pályafutása
1985-ben végzett a Marx Károly Közgazdaságtudományi Egyetemen, majd a Malév nemzetközi főosztályánál helyezkedett el. Már 1985-ben átment a Közlekedés- és Postaügyi Minisztérium nemzetközi főosztályára előadónak, ahonnan 1986-ban került a Külügyminisztériumba. Ott előbb a román referensi pozíciót töltötte be, majd 1987-91 között Magyarország bukaresti nagykövetsége sajtó- és kulturális attaséja lett. 1991 és 1993 között a külügy román referatúrájának a vezetője volt, majd a biztonságpolitikai és európai együttműködési főosztály helyettes vezetője lett. 1996 és 1998 között a pozsonyi nagykövetségen első beosztott, 1998 őszétől ügyvivő, majd 1999. március 16-án adta át nagyköveti megbízólevelét Mikuláš Dzurinda miniszterelnöknek. Pozsonyi megbízatása 2002-ben ért véget, szlovákiai tevékenysége elismeréséül Rudolf Schuster a Fehér kettőskereszt rend második fokozata kitüntetést adta át Borosnak.
2002 és 2006 között a külügy emberi és kisebbségi jogi főosztályának vezetőhelyettese volt, majd a Köztársasági Elnöki Hivatal külpolitikai tanácsadója lett. 2011. április 1-jei dátummal az Európai Biztonsági és Együttműködési Szervezet mellett, Bécsben működő képviselet vezetője lett rendkívüli és meghatalmazott nagyköveti rangban. 2017. április 18-i dátummal Magyarország prágai nagykövetsége vezetésével bízták meg, azóta nagykövetünk Csehországban.
Nős, felesége közgazdász, két lánya és egy fia van.

## Díjai
- 2002 Fehér kettőskereszt rend (2. o.)
- 2002 a szlovák külügyminisztérium aranyplakettje